# 토마스 바흐
토마스 바흐(독일어: Thomas Bach, 1953년 12월 29일~)는 독일의 전 올림픽 펜싱 선수, 변호사 및 스포츠 행정관이자 IOC의 제9대 위원장이다.

## 출생, 활동
뷔르츠부르크에서 태어나 1976년 몬트리올 하계 올림픽에서 펜싱 남자 플뢰레 단체전에서 금메달을 수상했고, 1976년부터 1977년까지 세계펜싱선수권대회 남자 플뢰레 단체전에서 금메달리스트에 등극했다. 1983년에는 뷔르츠부르크 대학교로부터 법학 박사 학위를 받았다.
1991년 IOC 위원으로 선출되었으며 1996년부터 2000년까지는 IOC 집행위원, 2000년부터 2013년까지는 IOC 부위원장을 역임했다. 2013년 9월 10일 아르헨티나 부에노스아이레스에서 열린 IOC 총회에서 IOC 위원장으로 선출되었다.
2013년 9월 10일 IOC 위원장에 취임, 임기를 시작하였다. 2021년 3월, 제137차 IOC 총회에서 재선(임기 4년)에 성공하였다.
2025년 임기를 마치고 퇴임할 예정이다.

## 평창 올림픽
문재인 대통령은 2018년 3월 8일 본관 접견실에서 토마스 바흐 IOC 위원장에게 스포츠의 국제적 위상 제고에 기여한 공로로 체육훈장 청룡장을 수여했다. 그의 이러한 평창올림픽 개최 및 북한 선수단 참가에 대한 지지와 협조로 성공적인 개최가 이루어졌다.

## 명예 시민
서울시는 2018 평창동계패럴림픽을 위해 우리나라를 방문 중인 토마스 바흐 IOC위원장을 2018년 3월 8일 서울시로 초청해 평창동계올림픽 남북공동입장‧여자 아이스하키 단일팀 등 ‘평화올림픽’ 조성 공로를 인정하여 박원순 시장이 명예시민증을 수여하고, 문재인 대통령은 체육훈장 청룡장(1등급)을 수여했다고 밝혔다.
강릉시는 2018년 3월 10일 시청 시민사랑방에서 바흐 위원장에게 2018 평창 겨울올림픽 성공개최를 통해 빙상도시 강릉발전에 이바지한 공로로 강릉시 명예시민증을 전달했다. 이로써 토마스 바흐 국제올림픽위원회(IOC) 위원장은 2018년 평창동계올림픽 빙상경기 개최도시인 강릉시 명예시민이 됐다.
도쿄시는 2019년 도쿄 올림픽을 기념하기 위해 방문하였고 일본 일왕의 초청을 받았으며
도쿄올림픽 성공개최를 위해 노력하겠다고 말하였다 그후 아베총리와 만찬을 가졌으며 도쿄올림픽
홍보와 도쿄도의 발전을 위하여 노력하겠다고
발표하였으며 올림픽개최로 평화와 단합을위해
힘을 쓰겠다고 성명하였다 그후 도쿄도 명예 시민증을 취득하였다.

## 명예 박사 학위
단국대는 세계 스포츠 발전과 인류평화에 헌신하는 토마스 바흐 위원장 삶과 업적이 단국대 교시인 '진리·봉사'에 부합된다는 점에서 토마스 바흐 위원장에게 명예정치학박사학위를 수여하기로 결정, 2018년 3월 9일 용인 죽전캠퍼스 난파음악관 콘서트홀에서 토마스 바흐(Thomas Bach) 국제올림픽위원회(IOC) 위원장에게 명예 정치학박사 학위를 수여했다.